# La noche a través del espejo
La noche a través del espejo (en inglés Night of the Jabberwock) es una novela de intriga escrita en 1950 por el autor estadounidense Fredric Brown. Esta obra es considerada la obra cumbre de Brown, superando incluso a Universo de locos, o su premiada obra La Trampa fabulosa, con la cual ganó el Premio Edgar.
En esta novela, el autor pretende seguir la misma línea que Alicia en el país de las maravillas y Alicia a través del espejo.
Tal como hizo Lewis Carroll en sus obras capitales, Brown trama en esta novela un extraño juego sin fin, en el que nada es lo que parece, y en el que se puede entender a cada hecho y personaje como representaciones de otros personajes, creando así una obra que trasciende las fronteras de su género, sobre la base de lo que sabe el protagonista (y por lo tanto, el lector).

## Sinopsis
La noche a través del espejo retrata una pesadilla. La acción transcurre en una sola noche, en la que Doc Stoeger, el editor de un semanario local, el Carmel City Clarion, se plantea vender la imprenta, ya que en 23 años no ha tenido una buena noticia que publicar. Mientras se hunde en estos pensamientos, se refugia en sus dos pasiones: la obra de Lewis Carroll y el bar de Smiley. Al finalizar la edición del periódico para el día siguiente se retira al bar a leer a Carroll. Nada fuera de lo normal, a no ser porque había terminado la edición antes de lo habitual. 
En su casa, ya entrada la tarde, conoce a un misterioso personaje, también amante de la obra de Lewis Carrol, y que, para mayor rareza, conoce toda la obra que Doc ha publicado sobre el creador de Alicia en el país de las maravillas; a partir de lo cual se comienzan a suceder hechos que siguen una lógica algo retorcida, combinando el surrealismo casi absurdo generado por las situaciones que ocurren, con el humor clásico en la obra de Brown, mezclado todo ello con un costumbrismo más que sorprendente.
- Datos: Q5495062